# Sébastien Vahaamahina
Sébastien Vahaamahina (Numea, 21 ottobre 1991) è un rugbista a 15 francese che gioca nel ruolo di seconda linea con il Clermont.

## Biografia
Nativo della Nuova Caledonia, ma wallisiano di origine, Vahaamahina si trasferì nella Francia continentale all'età di quattordici anni. Si formò, principalmente come rugbista a 7, nelle giovanili del Rugby Club du Mont-Dore, squadra dell'omonimo paese. Nel 2009 venne notato dagli osservatori del Brive durante un torneo e, lo stesso anno, entrò a far parte dell'accademia del club.
Il suo debutto professionistico avvenne proprio con la formazione del Corrèze nella partita contro l'Agen valida come ultima giornata del Top 14 2010-2011. L'esordio rimase l'unica sfida giocata nel Brive, poiché la stagione successiva passò al Perpignano. Dopo un primo anno di ambientamento dove ottenne solo tre presenze, Vahaamahina si impose poi come titolare. Nell'ottobre 2013 fu annunciato ufficialmente il suo passaggio al Clermont con un contratto triennale valido a partire dall'annata 2014-2015. La sua prima stagione nel nuovo club lo vide arrivare sia alla finale del campionato francese sia a quella di Champions Cup, entrambe giocate da titolare ed entrambe perse. La stessa accoppiata di finali fu raggiunta anche due anni più tardi, nell'annata 2016-2017; questa volta giocò dal primo minuto quella di Champions Cup persa contro i Saracens, ma un infortunio subito proprio in quella partita lo escluse dalla finale del Top 14 dove il Clermont conquistò il titolo. La stagione 2018-2019 si concluse nuovamente con la partecipazione, come titolare, a due finali: quella della Challenge Cup vinta contro i connazionali di La Rochelle e quella del campionato francese persa contro Tolosa.
A livello internazionale, Vahaamahina giocò nel 2011 con la nazionale francese under-20 sia il Sei Nazioni che il mondiale di categoria. Dopo essersi messo in evidenza con il club, il commissario tecnico Philippe Saint-André lo fece debuttare con la Francia il 10 novembre 2012 facendolo entrare dalla panchina nell'incontro con l'Australia allo Stade de France. Nell'annata successiva disputò le ultime due giornate del Sei Nazioni per poi essere utilizzato in tutte le successive partite giocate dalla selezione transalpina nel corso della stagione. Dopo aver saltato la prima sfida contro l'Inghilterra, fu in campo per tutto il prosieguo del Sei Nazioni 2014; partecipò poi ad entrambe le sessioni di test-matches dell'anno, collezionando tre presenze. Nonostante non avesse preso parte al Sei Nazioni, Saint-André lo incluse nel gruppo per preparare la Coppa del Mondo di rugby 2015 e lo schierò nell'amichevole di agosto contro l'Inghilterra. Alla fine, però, non fu selezionato tra i convocati definitivi per il mondiale. Il primo anno della nuova gestione di Guy Novès lo vide utilizzato in un'unica partita del Sei Nazioni 2016 ed in tutte quelle della sessione autunnale di incontri internazionali. L'anno successivo, invece, saltò una sola sfida del Sei Nazioni 2017 e fu di nuovo presente in tutti i test-matches novembrini. A seguito dell'esonero di Novès, il nuovo commissario tecnico Jacques Brunel lo mise subito al centro del progetto schierandolo titolare in tutte le partite del 2018, ad eccezione del tour estivo in Nuova Zelanda al quale non partecipò. Nel corso del Sei Nazioni 2019 fu titolare in tutte le giornate, saltando solo la sfida con l'Italia. Dopo aver disputato due delle tre amichevoli preparatorie estive, Brunel lo convocò per disputare la Coppa del Mondo di rugby 2019, della quale giocò tutte le partite. Durante il quarto di finale contro il Galles, in cui segnò al 5' minuto la sua prima meta internazionale, fu in seguito espulso al 49' per una gomitata rifilata al gallese Aaron Wainwright, con la Francia in quel momento in vantaggio 19-10. Alla fine la squadra francese perse 20-19 e, il giorno dopo, Vahaamahina annunciò il suo ritiro dal rugby internazionale.

## Palmarès
- Campionati francesi: 1
Clermont: 2016-17
- Challenge Cup: 1
Clermont: 2018-19